# Баг (мифология)
Баг (багабу, боггл-бу, багбер) — в английском фольклоре и мифологии мифическое существо, фейри, родственник боггартов и брауни.

## Внешний вид
Баги — духи, и могут принять любой облик, но чаще всего багов представляли в виде косматых чудовищ, похожих на медведей. Впрочем, внешность была обманчива. На деле они были почти безвредны и физического вреда причинить не могли, а могли только напугать. Чем больше ребенок боялся бага, тем больше и страшнее тот становился.

## Поведение
Чаще всего багов представляют в виде детских страшилищ, которыми до сих пор пугают детей. Детям говорили: "Если не перестанешь баловаться, скажу баг - он тебя заберет!".  Многие верят что баги могут проникнуть в комнату, через печную трубу. Однако, несмотря на ужасную внешность, баги довольно дружелюбны с детьми, так как у  них нет ни длинных когтей, ни острых зубов. Напугать они могут несколькими способами - скорчив страшную морду, растопырив лапы и подняв шерсть на загривке, или, превратиться в любой детский страх. У многих багов были свои имена - Зелёнозубая Дженни, Кожа-да-Кости, Том Погляди-в-Щёлку, Лентяй Лоренс (он охранял фруктовые сады) и так далее.
Защитными мерами против багов были следующие - покропить кроватку святой водой, перекрестить подушку и повесить над кроваткой крест из рябины.